# Cariati
Cariati – miejscowość i gmina we Włoszech, w regionie Kalabria, w prowincji Cosenza.
Według danych na rok 2004 gminę zamieszkiwały 8294 osoby, 307,2 os./km².